# 凤凰男
凤凰男指出身卑微，靠白手起家與打拼離開農村，進入大城市的男性。因其家庭背景與一般人的巨大差異，以及全家人將重心與資源放在該男手上，導致諸多問題，因此為負面意涵。有時這類男性和別人結婚後新的家庭在生活中因为城乡生活观念不同會产生相处矛盾或婆媳矛盾。
另，出生城市或城乡结合部收入偏低家庭的男性也会被划入“凤凰男”行列。如2011年中国大陆热播剧《裸婚时代》的男主角刘易阳，非农村出生，同样在网络上引发了关于“凤凰男”的讨论。

## 概念
由此还引申出很多叫法，比如“凤凰精英男”、“水晶凤凰精英男”等，几乎被等同于农村男。天涯网写手“午后的水妖”发表文章对“凤凰男”下了定义：出身卑微（农村为主，另有部分城市低收入阶层）；亲属普遍学历较低；通过自身努力（主要是读大学）进入城市工作；收入水平尚可；价值观与伴侣有严重偏差。若有一条不符合，即不是凤凰男。和“凤凰男”相对应的是“孔雀女”，说的是出身相对优越，成长过程中没有遭遇大风大浪，一身衣着光鲜的都市女孩。
相對於農村苦讀出身的女性卻沒有特定的標籤，与農村較重的重男輕女和家族責任觀念有關。“凤凰男”在城市落地生根後，通常要負責把還在村中的一大幫貧窮親戚介紹來城市工作，擔任一種連接媒介的角色，所以常會有知識水準較低的农村親戚來投靠，或是常要寄錢回老家而導致的節儉，這讓城市女性感到巨大的反感。另一方面農村的重男輕女觀念，與城市的男女平等觀念格格不入，且有大男人主義和家暴行為的可能，而農村女性嫁入城市後基本不存在這两个缺點，因此沒有“鳳凰女”的標籤（另，“凤凰女”一词与高嫁相关，不论出生与家境）。

## 影视作品
- 《新结婚时代》男主角：何建国（扮演者：郭晓冬）
- 《双面胶》男主角：李亚平（扮演者：松岩）
- 《婆婆来了》男主角：王传志（扮演者：沙溢）
- 《祼婚时代》男主角：刘易阳（扮演者：文章）
- 《女婿难当》男主角：曾自强（扮演者：高鑫）
- 《AA制生活》男主角：韩心（扮演者：任重）
- 《小日子》男主角：朱劲草（扮演者：陈晓）